# Gideon Gono
Gideon Gono (nacido 29 de noviembre de 1959 en la entonces Federación de Rodesia y Nyasalandia) es el gobernador actual del Banco de Reserva de Zimbabue (RBZ) y del CEO anterior del Jewel Bank. Se le considera el responsable de la hiperinflación de Zimbabue.

## Carrera previa
Gono comenzó su carrera con ZimBank gubernamental, antes de trasladarse al Banco Comercial de Zimbabue. El profesor Jonathan Moyo lo designó para dirigir la Universidad del Consejo de Zimbabwe. Durante este tiempo, fue el banquero personal de Robert Mugabe, hasta que lo designaron como gobernador del Reserve Bank de Zimbabue.

## Como gobernador del Reserve Bank

### Resultados de sus políticas
Después de asumir el cargo de gobernador del Banco de Reserva de Zimbabue, Gono fue muy criticado. Estas críticas provienen principalmente del fracaso evidente de sus políticas para invertir el declive económico de Zimbabue. Desde que fue nombrado gobernador, se han desarrollado numerosos problemas:
- Escasez de efectivo
- Escasez de combustible
- Escasez de alimentos
- Ineficiencia en la agricultura
- La Operación Murambatsvina (que según algunos fue financiada por el RBZ)
- El ejército, por orden de Gono, ha arrestado a varios empresarios
- Algunos zimbabuenses se han convertido en fugitivos o han languidecido en la prisión; los más notables fueron Mutumwa Mawere, James Makamba, July Moyo, Philip Chiyangwa y David Batau.
- La inflación más alta del mundo y el derrumbamiento de los sectores de la salud, de la educación y de la agricultura.

### El dólar de Zimbabue y la inflación
Gono ha impreso dinero, contra el consejo de economistas, pero con el apoyo total de Robert Mugabe. Esta práctica ha sido acusada de devaluar el dólar zimbabuense y aumentar la inflación.
Gono desmonetizó billetes de banco viejos el 1 de agosto de 2006 e introdujo una nueva moneda. Cada nuevo dólar de Zimbabue valía 1000 viejos dólares de Zimbabue. Las denominaciones más altas para la nueva moneda eran 1000, 10.000, y 100.000 dólares nuevos. Un año más tarde, el 1 de agosto de 2007, Gono autorizó el billete de 200.000 dólares. Esto marcó el comienzo de una serie de nuevas denominaciones publicadas en rápida sucesión, incluyendo 250.000, 500.000, y 750.000 dólares (el 20 de diciembre de 2007); 1, 5, y 10 millones de dólares (el 16 de enero de 2008); 25 y 50 millones de dólares (el 4 de abril de 2008); 100 y 250 millones de dólares (el 5 de mayo de 2008); 500 millones y 1000 millones, y 5.000, 10.000, 25.000, y 50.000 millones dólares (el 20 de mayo de 2008). Desde la nueva devaluación de moneda a principios de junio de 2008, la masa monetaria en el país ha aumentado, partiendo de 45.000 millones, hasta el 900 cuatrillones de dólares, o un aumento de 20.000.000 dobleces.

Por estas medidas obtuvo, en 2009, el Premio Ig Nobel de Matemáticas.
Gono refutó los informes de los medios que afirmaban que era contrario a los recortes de precios que el gobierno había instituido para arrestar la inflación. A pesar de estos esfuerzos, la inflación en Zimbabue sigue siendo muy alta.

### El sector de la agricultura
El gobernador ha encabezado la campaña para hacer del programa de la reforma de tierra un éxito. Como tal, Gono ha colocado al RBZ en la vanguardia de la consecución de fertilizante y de la maquinaria. Varios escándalos han salido a luz, especialmente relacionados con la consecución de fertilizante, que implican a Gono.
Gono ha hecho varias veces llamamientos a finalizar con las expropiaciones a fin de estabilizar la producción agrícola y parar la inflación. Las críticas de Gono a las expropiaciones de granjas están en contradicción con las declaraciones hechas por otros ministros, incluyendo el ministro de tierras Didymus Mutasa.

## Probable expulsión
Gono ha admitido que sus esfuerzos para rescatar y para mejorar la economía de Zimbabue han fallado. Gono dijo que había varios factores que estaban fuera del control del banco central y que habían hecho difícil contener la inflación.
Los críticos y los líderes municipales alegan que Gono ha conservado su trabajo como gobernador principalmente gracias al patrocinio de Mugabe, que lo ha elogiado sus actividades como gobernador a pesar del deterioro extremo de la economía zimbabuense.